# Фэнзин

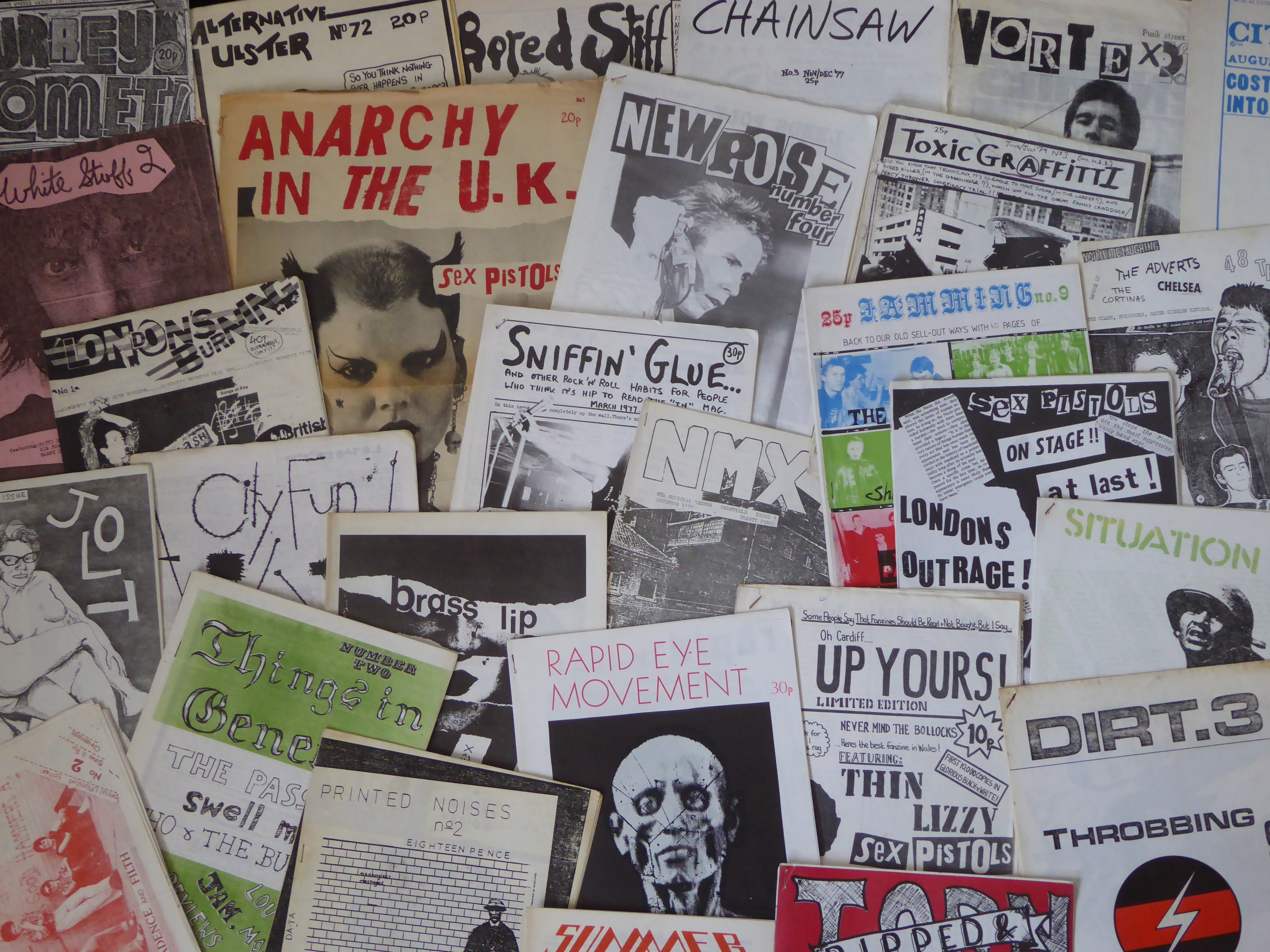
Подборка зинов из Великобритании на разные темы

Фэнзи́н (англ. fanzine — «фанатский журнал»), также зин — любительское малотиражное периодическое или непериодическое издание (журнал, информационный бюллетень, фотоальбом, альманах и так далее).
Издания выпускаются в молодёжной среде, в субкультурах (например, панками, в особенности приверженцами самодельничества), а также любителями музыки и фантастики.
Термин «фэнзин» ввёл в обиход среди американских любителей фантастики журналист-любитель Луи Рассел Шовене (англ. Louis Russell Chauvenet) в 1940-х годах. Термин был популяризирован в среде фанатов (фэндом) научной фантастики, откуда он был перенят другими сообществами. Сами издания такого типа появились гораздо раньше.
Обычно издатели, редакторы и помощники по статьям или иллюстрациям в фэнзинах не получают финансовую компенсацию. Фэнзины традиционно распространяются бесплатно или по номинальной стоимости для покрытия стоимости доставки или производственных затрат. Копии часто предлагаются для обмена подобными изданиями или за вклад в виде рисунков, статей, писем с комментариями, которые затем публикуются.
Некоторые фанатские издания эволюционировали в профессиональные (иногда называемые «прозинами»), а многие профессиональные писатели сначала публиковались в фэнзинах; некоторые продолжают в них публиковаться уже будучи признанными в профессиональной сфере. Слово «фэнзин» иногда путают с словосочетанием «Фэн магазин» (англ. fan magazine), но последние чаще всего относятся к коммерчески продюсируемым изданиям для (а не от фанатов)

## Зарождение любительской периодики
Уже в 1910-х годах в США были распространены так называемые «ассоциации любительской периодики» (англ. Amateurs Press Associations, или APA), задачей которых был почтовый обмен тематическими любительскими изданиями между их участниками. Известно, что активистом одной из таких ассоциаций, United Amateur Press Association (UAPA), с 1914 по начало 1920-х годов был Г. Ф. Лавкрафт, и именно в любительских изданиях членов этой ассоциации были опубликованы его первые рассказы. Издания эти носили обычно «общелитературный» характер и публиковали прозу, стихи, критику, публицистику, письма членов таких ассоциаций. Эти публикации были сделаны сначала на небольших настольных пишущих машинках, зачастую студентами.
Ранние фэнзины были ручной работы или напечатаны на ручной пишущей машинке и печатались используя примитивные методы (например: спиртовой дубликат, или даже гектограф, работающий на желатине). В то время могло быть сделано только очень малое количество копий, так что тираж был крайне ограничен.
Вслед за развитием печатного дела технологии проникли и в любительские издания.

## Любительские журналы
Появление тематических любительских изданий, посвящённых фантастике, датируется 1930 годом, когда начал выходить машинописный журнал «The Comet», выпускавшийся Рэем Палмером. Значительное распространение получил выходивший с 1932 года фэнзин «The Time Traveller» (в 1933 году переименован в «Science Fiction Digest», а в 1934 году — в «Fantasy Magazine»), который издавали Джулиус Шварц и Морт Вайсингер при участии некоторых других активистов, включая Форреста Дж. Акермана. Наряду с профессиональными журналами фантастики, фэнзины были одним из общепринятых средств обмена информацией между фэнами.
По мере увеличения числа фэнзинов появились и устойчивые наименования для их разновидностей. Например, «ньюсзин» (англ. newszine) или «ньюслеттер» (англ. newsletter) — информационно-новостной фэнзин, «персонэлзин» (англ. personalzine) — фэнзин, посвящённый какому-то конкретному автору (например, «ERBzine» — фэнзин, посвящённый Э. Р. Берроузу), «клубзин» (англ. clubzine) — внутриклубный журнал, «э-зин» (англ. e-zine) — фэнзин, распространяемый через Интернет в одном из цифровых форматов.
Производными от слова «фэнзин» являются также «прозин» (англ. prozine) — профессиональный журнал фантастики, выплачивающий авторам гонорары и имеющий в основном коммерческую направленность, — и «полупрозин» (англ. semiprozine) — полупрофессиональный журнал фантастики, выпускающийся небольшим тиражом (обычно до 5 тысяч экземпляров), однако в профессиональном полиграфическом исполнении.

## Музыкальные фэнзины

### Рок-н-ролльныефэнзины
В середине 60-х несколько любителей научной фантастики из фанатской среды признала общий интерес к рок-музыке и были рождены рок-фэнзины. Пол Уильямс и Грег Шоу были двумя любителями Звездных Воин ставшие редакторами любительских рок-изданий. Crawdaddy! Уильямса (1963 год) и Shaw’s −2 зина находившихся в Калифорнии, Mojo Navigator (полное название «Mojo-Navigator Rock and Roll News») (1966 год) и Who Put the Bomp (1970 год), были наиболее важными фэнзинами раннего рока.
Издание Crawdaddy! быстро переместилось из любительских истоков в первое издание, посвященное рок-музыке, с платными рекламодателями и продажей в киосках. Bomp не достигло «про» уровня, хотя многие авторы потом стали известными музыкальными журналистами, включая Лесли Бэнгса, Грейла Маркуса, Кена Барнса, Эда Ворда, Дейва Марша, Майка Сондерса и Р. Мелцера. В фэнзине Bomp оформление обложек делали Джей Кинни и Бил Ратслер, которые были ветеранами фан-сообществ по «звездным вои́нам» и комиксов вообще. Bomp не был единственным; в августе 1970 года выпуск Rolling Stone включал статью о быстром росте рок-фэнзинов. Остальные рок-издания этого периода были: Denim Delinquent 1971 года, под редакцией Джимна Парретта; Flash, 1972 года, редактор Марк Шиппер; Eurock Magazine (1973—1993 гг.) под редакцией Арчи Патерсона и Бама Балама; написанный и публикуемое Брайаном Хогом в Ист-Лотиане, начиная в 1974 году, и в середине 70-х, Back Door Man.
В эру пост-панка несколько хорошо написанных фэнзинов возникли с потерей практически традиционного вида, пренебрегая музыкальными формами, такие как Ugly Things Майка Стакса, Kicks Билли Миллера и Мириам Лины, Roctober Джейка Остина, Scram Кима Купера, Garage & Beat Едвина Летчера, британский Shindig! и итальянский Misty Lane.
В 80-х, с расцветом этапа суперзвезд, возникло много малоизвестных фэнзинов. На пике звездной славы связанной с альбомом Born in the U.S.A. и одноимённым туром в середине 80-х, Брюс Спрингстин, имел не менее пяти изданий только в Великобритании и много других повсюду. Candy’s Room Гэри Десмонда пришедший из Ливерпуля, был первым в 1980 году, за ним быстро последовали Point Blank Дэна Френча, The Fever Дэйва Персиваля, Rendezvous Джефа Метьюса, и Jackson Cage Пола Лимбрука. В США Backstreets Magazine (фэнзин посвященный Брюсу Спрингстину) открылся в Сиэтле в 1980 году и выпускается сегодня как глянцевое издание, в настоящее время в связи с менеджментом Спрингстина и его официальным сайтом.
В поздние 90-х, пресловутые фэнзины и «и-зины» (англ. e-zines) преуспели в электронной и пост-рок музыке. Crème Brûlée был одним из тех, что документировал жанр пост-рока и экспериментальной музыки.

### Панковыефэнзины

#### Британскиепанковыефэнзины
Панковая субкультура в Объединенном Королевстве возглавила всплеск интереса к фэнзинам, как контркультура, альтернатива авторитетным печатным СМИ. Первый и до сих пор самый известный «панк-зин» был Sniffin' Glue, продюсируемый депфордским панковым фанатом Марком Перри. Sniffin' Glue прошел 12 фотокопированных изданий; первое издание было выпущено Перри сразу же после (и в ответ на) дебют The Ramones 4 июля 1976 года. Другие британские фэндзины: Blam!, Bombsite, Wool City Rocker, Burnt Offering, Chainsaw, New Crimes, Vague, Jamming, Artcore Fanzine, Love and Molotov Cocktails, To Hell With Poverty, New Youth, Peroxide, ENZK, Juniper beri-beri, No Cure,Communication Blur, Rox, Grim Humour, Spuno и Cool Notes. Из них Jamming Тони Флетчера был самым успешным, став национальным розничным мейстримовым журналом за несколько лет до его кончины.

#### ПанковыефэнзиныСША
В США, Flipside и Slash были важными панковыми фэнзинами на Лос-Анджелесской сцене, оба дебютировали в 1977 году. В этом же году в Австралии, Брюс Милн и Клинтон Волкер слили их панковые фэнзины Plastered Press и Suicide Alley для запуска Pulp. Милн позже продолжил изобретать кассетный фэнзин с Fast Forward в 1980 году. Стартовавший ранее, в 1976 году, Punk был опубликован в Нью-Йорке и сыграл основную роль в популяризации панк-рока (термин придуманный несколько лет назад в Creem как термин для музыки и описанных групп). Среди более поздних названий − Maximum RocknRoll, главный панк зин, с 300 изданиями публикаций. Как результат, в частности, возрождение популярности и коммерческой успешности панка в конце 80-х и после, с растущей популярностью таких груп как Sonic Youth, Nirvana, Fugazi, Bikini Kill, Green Day и The Offspring, появился ряд других панк зинов: Punk Planet, Razorcake, Tail Spins, Sobriquet, Profane Existence and Slug and Lettuce. Ранний американский панкзин Search and Destroy в итоге стал влиятельным журналом Re/Search . Некоторые панк-фэнзины из 80-х, как No Class фанзин и Ugly American, переживают вторую жизнь, размещая весь прошлый контент онлайн в свободном доступе и добавляя новый контент. Предыдущие шесть лет, Suburban Rebels в Северной Калифорнии был ведущим панк-фэнзин течения.
Много панк-фэнзинов были напечатаны в маленьких количествах и продвигали местную сцену. Они часто выпускали фотокопии дешевле и многие не «жили» больше нескольких выпусков. Их наибольший вклад был в продвижении панк-музыки, одежды и стиля жизни в их местных обществах. Панковые группы и независимые лейблы часто отсылали записи зинам для обзора и много кто из людей открыл для себя фэндзины, ставшие критически важними для связи с панк-группами в туре.

#### Панк-фэнзины после 2000 года
В Объединенном Королевстве Fracture и Reason To Believe были значительными фэнзинами в начале 2000-х, но оба закончили деятельность поздним 2003. Rancid News заполнил пробел, оставленный этими двумя изданиями на короткое время. На десятом выпуске Rancid News сменила свое название на Last Hours, на 7 выпусков опубликованных под этим именем, перед паузой. Last Hours до сих пор работает как вебзин, хотя и с бОльшим акцентом на анти-авторитарном движении, чем его первоначальное заглавие. Есть много меньших изданий существующих во всей Великобритании, содержание которых посвящено панк-культуре.

##### Марк Вилкинс и Mystic Records
Марк Вилкинс, который был директором по-развитию в течение 1982 года в США лейбла в музыкальном стиле панк/трэш-метал, под названием Mystic Records, регулярно продвигал более 450 фэнзинов в США и 150 иностранных фэнзинов. Он и владелец Mystic Records Дог Муди редактировали The Mystic News Newsletter, который публиковался ежеквартально и шел в каждом промо-пакете к фэнзинам. Вилкинс также публиковал с большим коммерческим успехом лос-анджелесское юмористическое издание Wild Time. Когда он перестал финансировать некоторые юмористические материалы, более 100 фанатских изданий США стали называться Mystic Mark.

## Фэнзины в СССР и России
Первый посвящённый фантастике любительский журнал «Гусли кота Василия» появился в Свердловске в 1966 году (редактор Виталий Бугров). Однако до второй половины 1980-х годов такие издания были крайне редки и никогда, за исключением единичных случаев, не тиражировались более чем в 6—8 экземплярах (одна «закладка» на пишущей машинке).
В 1988 году с появлением таких «межрегиональных» журналов, как «Измерение Ф» (литературный, Ленинград, редактор Андрей Николаев) и «Оверсан» (критико-публицистический, Севастополь, редактор Андрей Чертков) начинается важный этап в истории советской фэн-прессы. Их появление вызывает бурный рост числа фэнзинов, рассчитанных на распространение в среде клубов любителей фантастики. Ряд таких журналов впоследствии попытались приобрести профессиональный статус (как правило, без существенного успеха)
С ростом в России сообщества ролевиков появилась обширная любительская периодика, посвящённая ролевым играм и связанным с ними темами (например, толкинистикой).

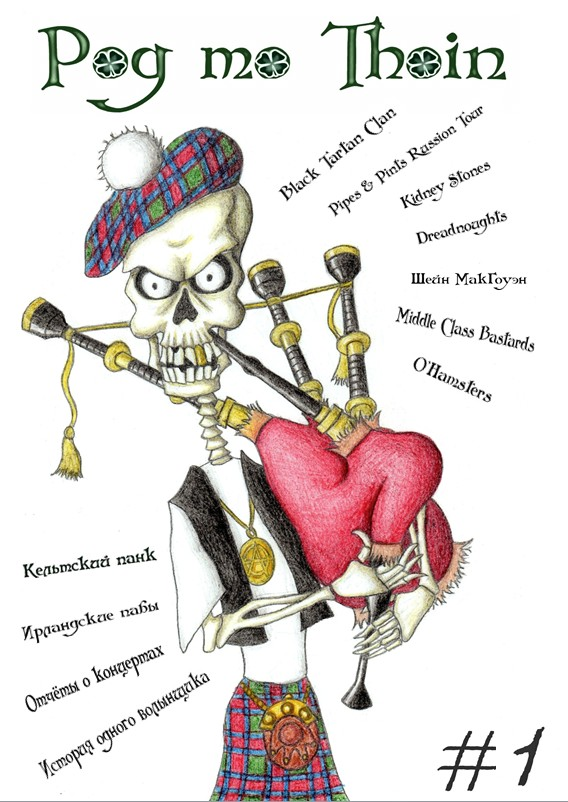
Первый номер первого российского цветного панк-зина «Pog mo Thoin»

Фанзины также являются важной частью российской панк/хардкор-сцены. Можно условно отметить две волны развития: 1996—2000 гг.. (Old Skool Kids, Взорванное небо, Ножи&Вилки, Positive), 2004—2006 гг. (ФакФуд, 3stages, Имхопанг, Инсомния, Get Up). Традиционно тема журналов — новости сцены, интервью с музыкальными группами, авторские колонки и права животных и человека.
В конце 2012 года вышел первый российский панк-зин «Pog mo Thoin», придерживающийся кельтик-панк-тематики. В настоящее время фанзин издаётся с разной периодичностью в московских и санкт-петербургских типографиях дистро-лейблом Street Influence.
По мере развития Интернета и расширения доступа к нему, значительная часть фэнзинов приобретает форму электронных журналов и бюллетеней.
С 2012 года группа московских философов выпускает неформатный интеллектуальный зин «Финиковый Компот», архив которого можно найти в блоге Философского кафе.
Большое количество фанзинов выпускалось и выпускается футбольными и другими спортивными фанатами.

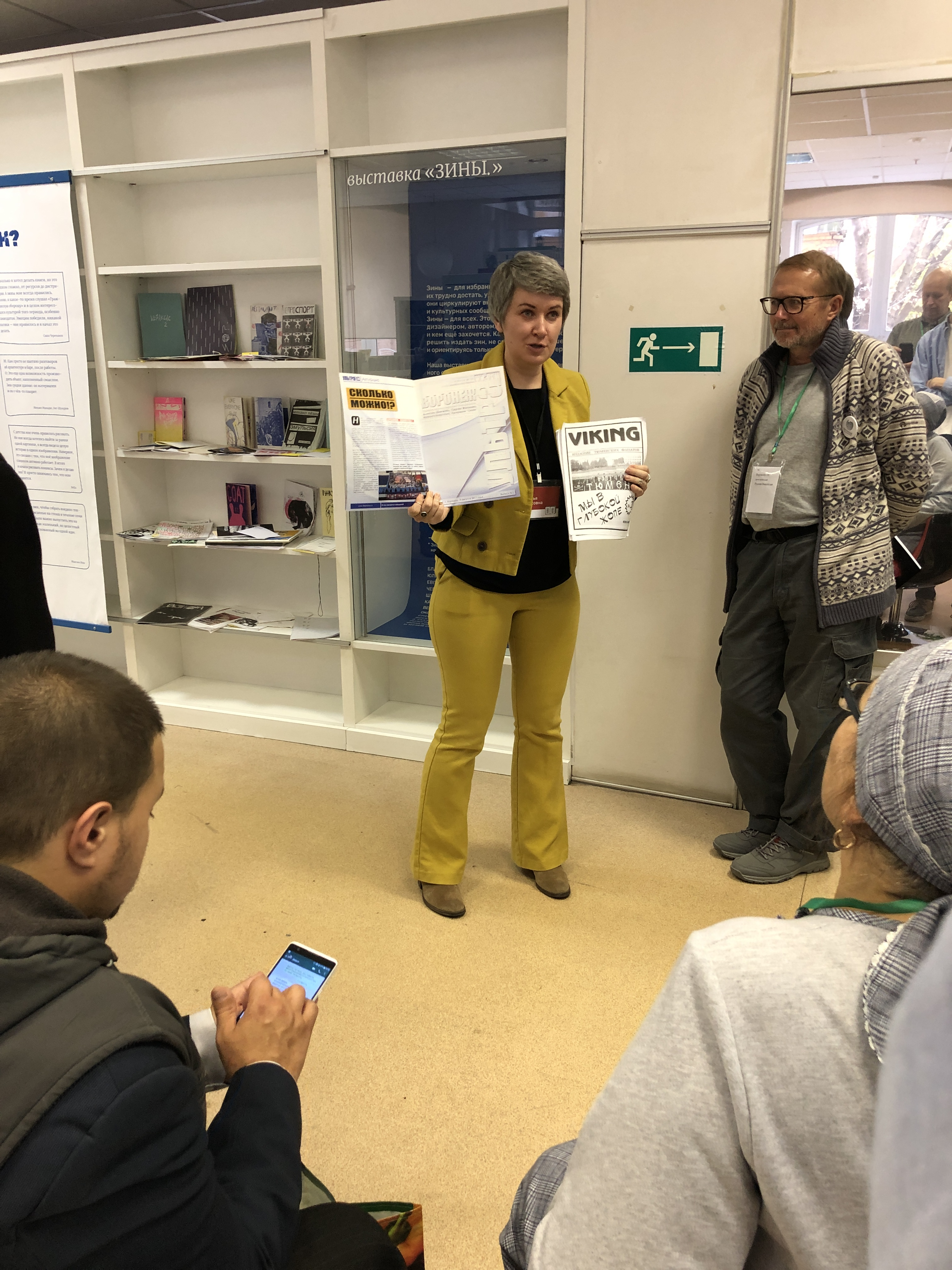
Выставка «ЗИНы» в Библиотеке им. Н. А. Некрасова, 2019.

Первым фанатским самиздатом в СССР является рукописная листовка активных болельщиков запорожского «Металлурга» «Что должен знать фанат?». Первый же полноценный журнал — это «Русский Фан-Вестник», издававшийся с 1990 по 2009 года хулиганами ЦСКА. Пиком отечественного фанатского самиздата можно считать конец девяностых — начало нулевых, когда фанзины выпускали многие группировки независимо от уровня выступлений их клубов. Сейчас же в год выходит около 10 клубных фанзинов, так же несколько фан-программок и несколько граундхоппинг-зинов.

## Фестивали зин-культур в России
- Бумфест
- Вкус бумаги
- ГРАУНД зин фест (архивная версия сайта)[14]

## Зин-магазины в России
- «Живёт и работает»
- Benzine
- Magazin_
- «Послезавтра»